# Kagasaurus
"Kagasaurus" (“lagarto de Kaga”) es el nombre informal dado a un género de dinosaurio terópodo que vivió a principios del período Cretácico, hace 130 millones de años en el Barremiense de Japón. Fue nombrado por Hisa en 1988, y solo se conocen dos dientes. Sin embargo "Kagasaurus" nunca fue formalmente descrito, siendo considerado inválido. A diferencia de "Kitadanisaurus" y "Katsuyamasaurus", lo más probable es que "Kagasaurus" sea sinónimo de Fukuiraptor, y por lo tanto un alosáurido. Antes se lo consideraba como un megalosáurido, pero esta idea está actualmente en desuso.